# Невилл, Джон, барон Невилл
Джон Невилл (англ. John Neville, до 1387 — 1420) — барон Невилл с 1397 года, хранитель Восточной Шотландской марки с 1414 года, старший сын Ральфа Невилла, 1-го графа Уэстморленда, от первого брака с Маргарет Стаффорд, родоначальник ветви Невиллов из Уэстморленда. Он занимал ряд должностей в англо-шотландском пограничье. После возобновления Столетней войны Джон в июле 1417 года был вызван во Францию, где принимал участие в осадах нескольких замков. Там он и умер, вероятно, от болезни. Отец Джона, переживший его, перед смертью составил завещание, в котором лишил наследства детей Джона, в пользу своих детей от второго брака. Хотя старший сын, Ральф Невилл, после смерти деда и унаследовал титул графа Уэстморленда, ему пришлось вести длительный спор за наследство, переросший в настоящую феодальную войну. Только в 1443 году было заключено соглашение, по которому ему была возвращена небольшая часть наследства.

## Происхождение
Джон происходил из знатного английского рода Невиллов, который был вторым по значимости родом в Северной Англии после рода Перси. Его прадед, Ральф де Невилл, 2-й барон Невилл из Рэби, имел владения в Дареме, Северном Йоркшире и Линкольншире с центром в Рэби в Дареме. Он был английским военачальником на службе у королей Эдуарда II и Эдуарда III, принимая участие в различных военных действиях против Шотландии и был одним из ближайших соратников Эдуарда Чёрного Принца, старшего сына Эдуарда III, участвуя в составе его армии в Столетней войне во Франции. Старший сын и наследник Ральфа, Джон де Невилл, 3-й барон Невилл из Рэби, благодаря покровительству Джона Гонта, одного из сыновей короля Эдуарда III, и дружбе с Уильямом Латимером, 4-м бароном Латимером, на наследнице которого он позже женился, получил немало владений в Нортумберленде и Йоркшире и приобрёл большое личное богатство.
Сын и наследник Джона, Ральф Невилл, 1-й граф Уэстморленд, был одним из могущественных магнатов в Северной Англии. Он поддержал захват власти Генрихом IV Болингброком, принимая активное участие в возведении того на английский престол, за что получил ряд должностей и наград и титул графа Уэстморленда, а после подавления восстания Перси его влияние ещё больше усилилось.
Первым браком Ральф был женат на Маргарет Стаффорд, происходившей из другого знатного английского рода — Стаффордов. Она была старшей из дочерей Хью де Стаффорда, 2-го графа Стаффорда, от брака с Филиппой де Бошан, дочерью Томаса де Бошан, 11-го графа Уорика. В этом браке родилось двое сыновей и 6 или 7 дочерей. Старшим из сыновей был Джон. Пять из его сестёр были выданы замуж за северных лордов, вероятно таким образом Ральф Невилл стремился укрепить связи своей семьи с североанглийской знатью. Вскоре после смерти Маргарет Ральф Невилл женился вторично — на Джоан Бофорт, незаконнорожденной и позже легитимизированной дочери Джона Гонта, герцога Ланкастера, от любовницы Кэтрин Суинфорд, на которой он позже женился. Джоан приходилось единокровной сестрой короля Генриха IV. От второго брака у Ральфа также родилось многочисленное потомство.

## Биография
О биографии Джона известно мало. Он родился не позднее 1387 года. В 1394 году он женился на Элизабет Холланд, дочери Томаса Холланда, 2-го графа Кента, который по матери был правнуком короля Эдуарда I и единокровным братом короля Ричарда II. После этого отец предоставил Джону доходы от владений недвижимости в Саттоне. После того как его отец, Ральф Невилл, в 1397 году был пожалован титулом графа Уэстморленда, Джон стал носить титул барона Невилла. Позже он занимал ряд должностей в англо-шотландском Пограничье. С 12 ноября 1408 года до 1 августа 1411 года Джон был хранителем замка Роксбург. 23 июня 1414 года он сменил отца на должности хранителя Восточной Шотландской марки. Хотя он получил назначение на 3 года, но, судя по всему, сохранял эту должность до самой своей смерти.
После возобновления Столетней войны первоначально Джон оставался в Англии. В марте 1417 года он находился в Северо-Западной Англии, в июле того же года он был призван королём Генрихом V во Францию. В августе-сентябре 1417 года он участвовал в осаде Кана, а 2 октября того же года принимал сдачу замка Куси. 31 октября Джон упоминается как капитан замка и города Вернёй. С июля 1418 года по январь 1419 года Джон участвовал в осаде Руана.
Джон умер не позднее 20 мая 1420 года во Франции, поскольку тогда на должности хранителя Западной Шотландской марки его сменил младший брат Ричард, который уже в марте действовал как лейтенант Джона в марке. Вероятно, причиной смерти стала болезнь.

## Наследство
Наследник Джона, Ральф (II) Невилл, в момент смерти отца был несовершеннолетним. В 1424 году граф Уэстморленд, переживший старшего сына, составил завещание, согласно которому большую часть его владений унаследовали потомки от второго брака, в результате чего старший сын Джона,  Ральф Невилл, после смерти деда в 1425 году унаследовал только титул графа Уэстморленда и очень малую часть владений. Историк Чарльз Росс назвал поступок отца Джона  «амбициозным семейным мошенничеством». По словам историка Дж. Петри, причины таких действий 1-го графа Уэстморленда кроются в ранней смерти старшего сына. Возможно, что граф хотел, чтобы его наследник смог сохранить созданную им в Северной Англии «империю», а взрослый сын мог с этим справиться лучше, чем несовершеннолетний внук. Кроме того, ставший основным наследником Ричард, будущий граф Солсбери, находился по матери в близком родстве с английским королём, что должно было его поддержать. Также у Ричарда были свои интересы в наследстве графов Кент, поскольку он через жену был наследником 1/5 доли, и именно ему король предоставил опеку над наследством матери Ральфа. Несовершеннолетие наследника вкупе с ранней смертью его родителей и завещанием графа Уэстморленда серьёзно сказалось на дальнейших событиях. Новому графу Уэстморленду пришлось вести длительный спор за родовое наследство, переросший в настоящую феодальную войну. Только в 1443 году было заключено соглашение, по которому ему была возвращена небольшая часть владений деда.

## Брак и дети
Жена: с 29 августа 1394 года (Брансепет, Дарем, Англия) Элизабет Холланд (ум. 4 января 1423), дочь Томаса Холланда, 2-го графа Кента, и Элис Фицалан. Дети:
- Ральф Невилл (17 сентября 1406 — 3 ноября 1484), 2-й граф Уэстморленд и 5-й барон Невил из Рэби с 1425[16].
- Джон Невилл (ок. 1410 — 29 марта 1461), 1-й барон Невилл с 1459[16].
- Томас Невилл  (ум. ок. 1459), владелец замка Брансепет[англ.] в Дареме[16].
- Маргарет Невилл; муж: Уильям Люси из Вудкрофта[12]